# Dunstable
Dunstable – miasto i civil parish w Anglii, położone w hrabstwie Bedfordshire, w dystrykcie (unitary authority) Central Bedfordshire.
W 2011 roku civil parish liczyła 36 253 mieszkańców.
Od końca XIII w. do połowy XVII w. w Dunstable znajdował się jeden z dwunastu krzyży Eleonory, upamiętniających miejsca postoju orszaku z ciałem królowej Anglii Eleonory kastylijskiej.
W mieście rozwinął się przemysł samochodowy oraz cementowy.

## Miasta partnerskie
- Bourgoin-Jallieu, Francja
- Porz-Am-Rhein, Niemcy
- Brive-la-Gaillarde, Francja